# یوروک‌ها
یوروک‌ها (ترکی استانبولی: Yörükler ; یونانی: Γιουρούκοι، Youroúkoi ; بلغاری: юруци؛ مقدونی: Јуруци، Juruci)، یکی از زیرگروه‌های قومی ترک هستند، برخی از آنها عشایری هستند که عمدتاً در کوه‌های آناتولی و برخی در شبه جزیره بالکان زندگی می‌کنند. نام آنها مشتق شده از فعل ترکی yürü- (از مصدر yürümek)، به معنی "راه رفتن" است. واژهٔ یوروک یعنی “کسانی که راه می‌روند". یوروک‌ها در سنجاق یوروک (ترکی استانبولی: Yörük Sancağı) زندگی می‌کردند که یک واحد ارضی مانند سنجاق‌های دیگر نبود، بلکه یک واحد سازمانی جداگانه از امپراتوری عثمانی بود. در برخی منابع تاریخی عثمانی، قبایل ساکن در شرق رود قزل ایرماق "ترکمن" و قبایل ساکن در غرب این رودخانه، "یوروک" بودند و البته هر دوی این کلمات، برای ترکمن های دولکادیرلی (ذوالقدرلی) که اتحادیه ایلی حاصل از سه ایل ترکمن بزرگ بیات، افشار و بیگدلی (تعداد افراد ایل بیات غالب بوده) که در قهرمان ماراش و اطراف آن ساکن بوده اند، مورد استفاده بوده اند. توجه به این نکته لازم است که در برخی منابع از کلمه "ترکمان" به صورت مترادف با واژه "ترکمن" به عنوان نسب یوروک ها استفاده شده است.

## نگارخانه

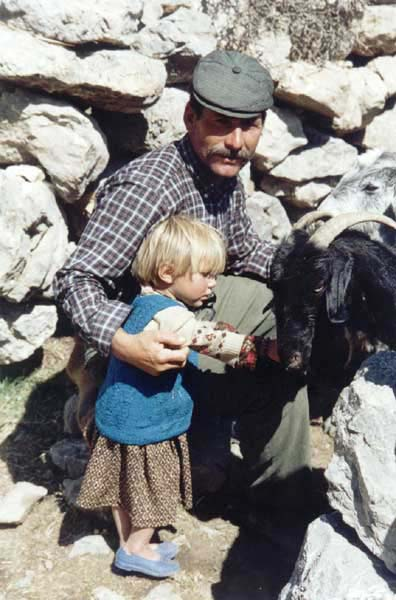
یک پدر یوروک به همراه دخترش در آنتالیا، ترکیه
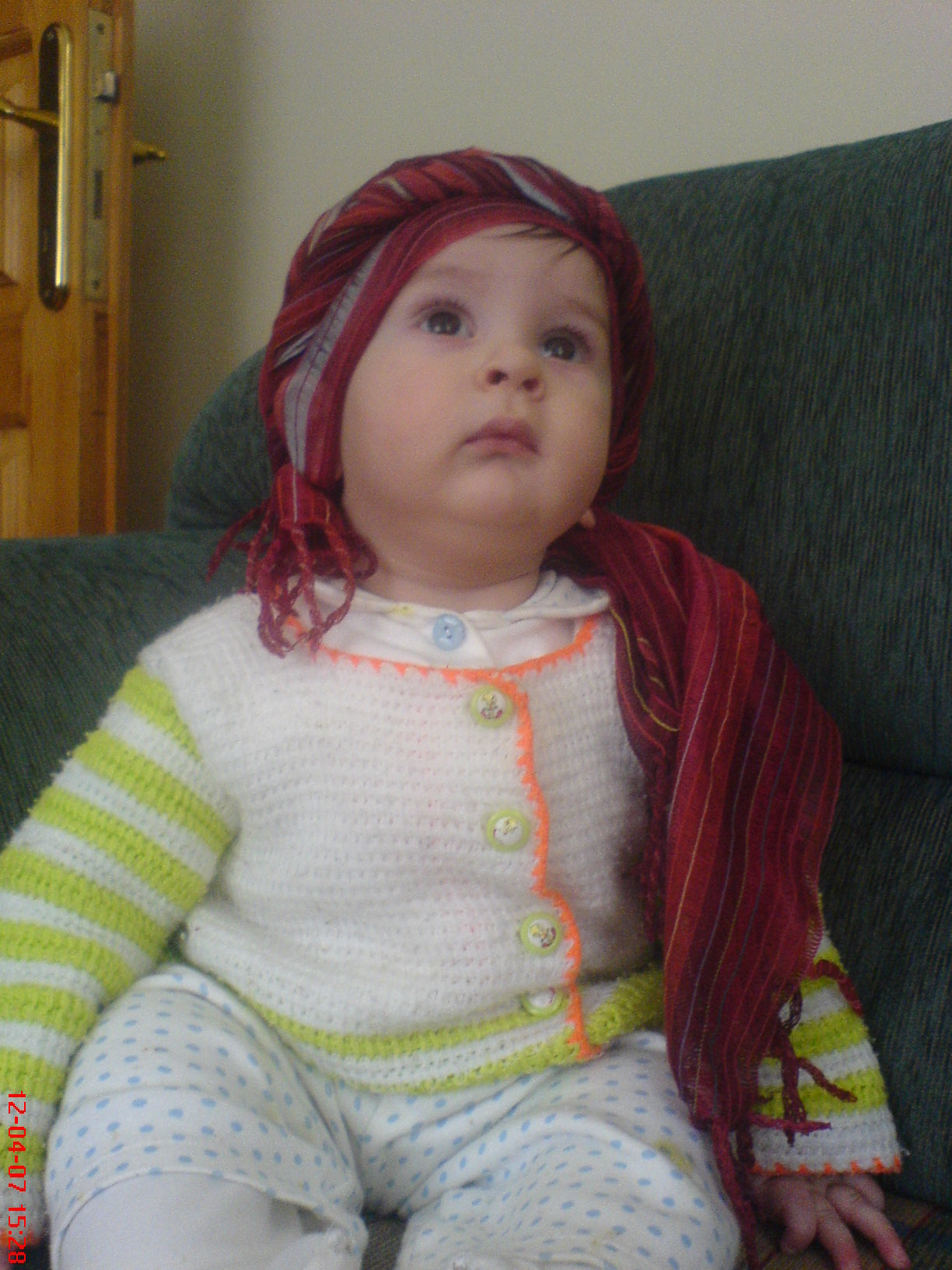
کودک یوروک کایلار در لباس سنتی تاچ (taç)
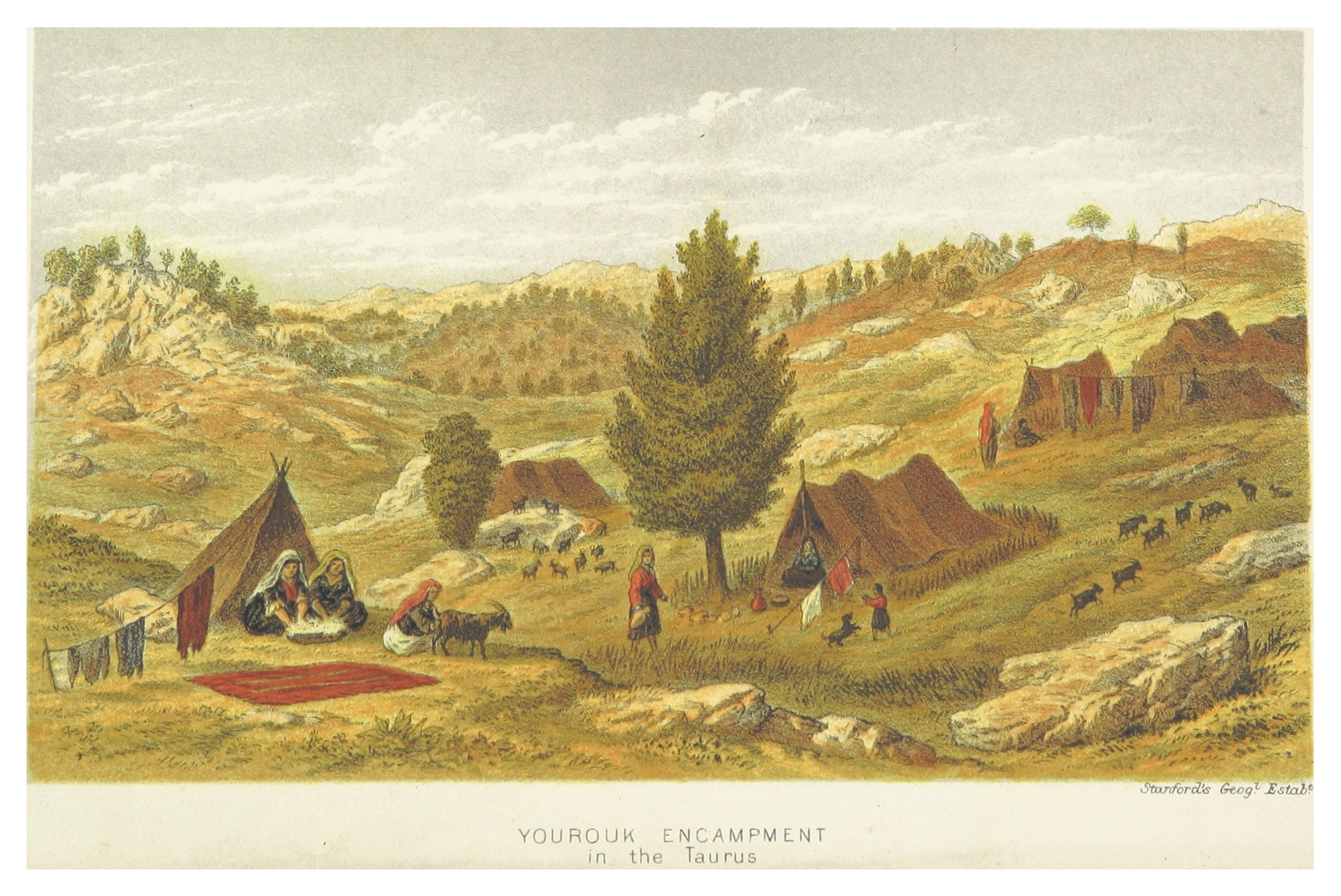
اردوگاه یوروک‌ها در رشته‌کوه توروس، حوالی ۱۸۷۹
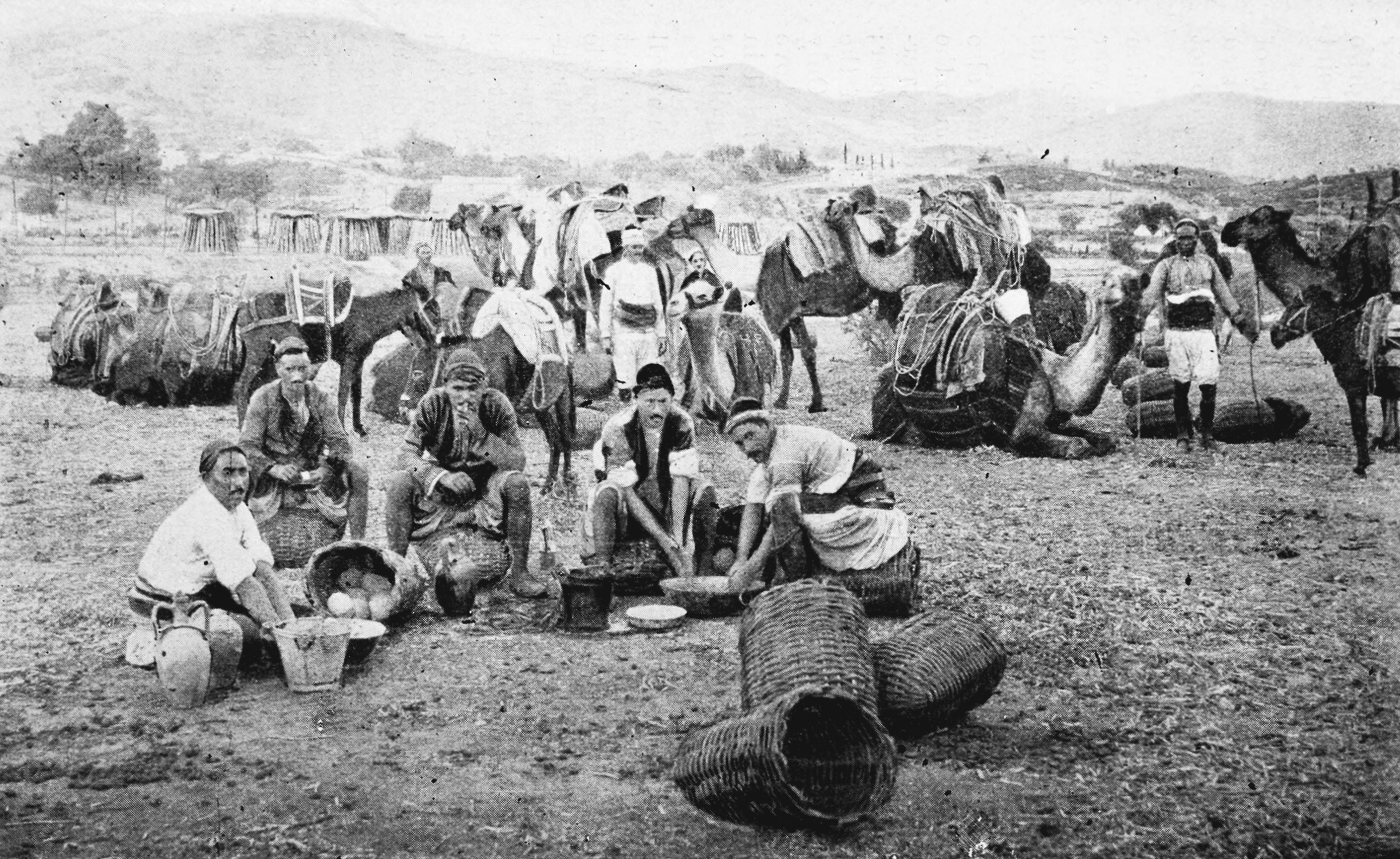
قرارگاه یوروک، حوالی ۱۸۹۳
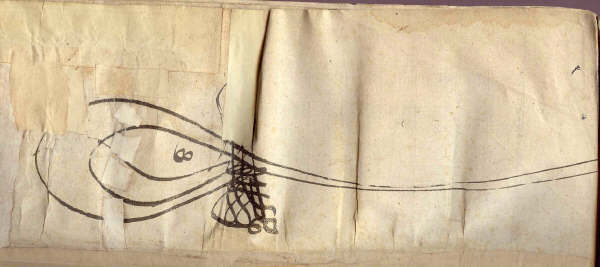
طغرای سلطان سلیم دوم برای یوروک‌های کایلار در آرشیو عثمانی
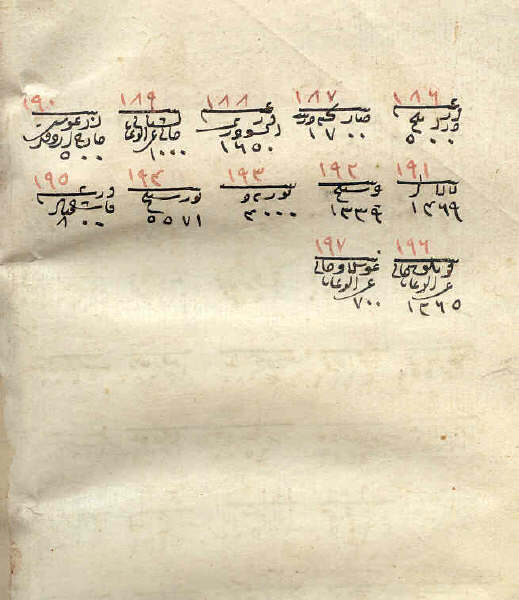
نخستین توافق‌های یوروک‌های کایلار در اردموش (Erdemuş)
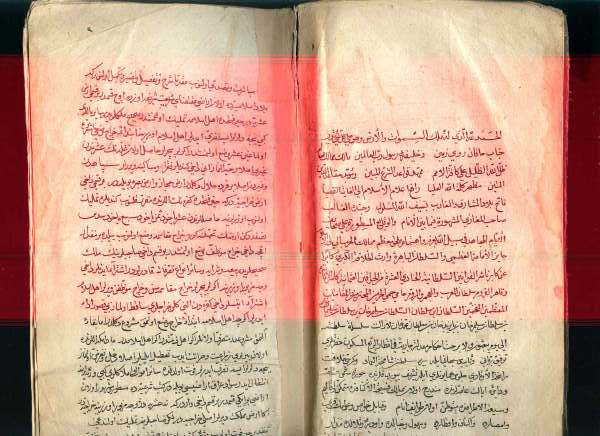
فرمان سلطان سلیم دوم برای یوروک‌های کایلار
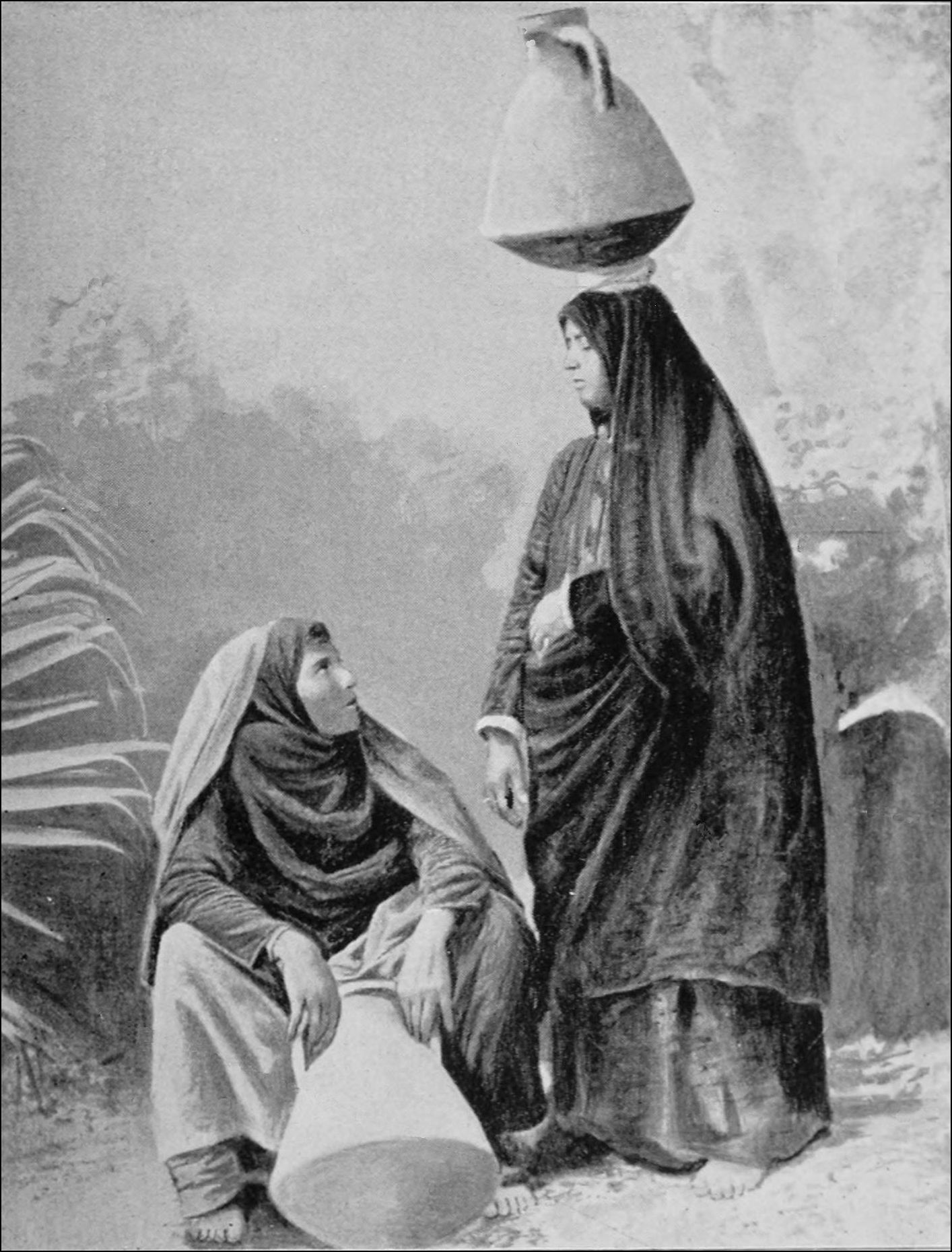
دو بانوی یوروک در بهار